# Coppa del Mondo di skeleton 1987
La Coppa del Mondo di skeleton 1987 è stata l'edizione inaugurale del massimo circuito mondiale dello skeleton, manifestazione organizzata annualmente dalla Federazione Internazionale di Bob e Skeleton.
Vincitore della coppa di cristallo, trofeo conferito al vincitore del circuito, fu l'austriaco Andi Schmid.

## Classifica
| Pos. | Nome atleta    | Nazione  |
| ---- | -------------- | -------- |
| 1    | Andi Schmid    | Austria  |
| 2    | Alain Wicki    | Svizzera |
| 3    | Christian Auer | Austria  |